# Türnitzer Höger
Türnitzer Höger är en bergskedja i Österrike.   Den ligger i förbundslandet Niederösterreich, i den östra delen av landet, 70 km sydväst om huvudstaden Wien.
Türnitzer Höger sträcker sig 7,4 km i nord-sydlig riktning. Den högsta punkten är 1 352 meter över havet.
Topografiskt ingår följande toppar i Türnitzer Höger:
- Grabenalpe
- Höhen Berg
- Paulmauer
- Stadlberg

I omgivningarna runt Türnitzer Höger växer i huvudsak blandskog. Runt Türnitzer Höger är det ganska tätbefolkat, med 75 invånare per kvadratkilometer.